# Doxocopa geyeri
Doxocopa geyeri är en fjärilsart som beskrevs av Hans Fruhstorfer 1907. Doxocopa geyeri ingår i släktet Doxocopa och familjen praktfjärilar. Inga underarter finns listade i Catalogue of Life.